# بوواردیا
بوواردیا (نام علمی: Bouvardia) نام یک سرده از خانواده روناسیان است.